# Лысяков, Алексей Алексеевич
Алексей Алексеевич Лысяков (род. 10 ноября 1969, г. Железноводск) — российский экономист и политик, член Совета Федерации (2002—2011), депутат Государственной думы (2011—2016).

## Биография
Родился 10 ноября 1969 года в Железноводске, в 1993 году окончил Санкт-Петербургский медицинский институт им. акад. И. П. Павлова.
В 2000 году окончил Московскую геологоразведочную академию им. Орджоникидзе, получил учёную степень кандидата экономических наук.
Работал советником президента ЗАО «Управляющая компания Группы МДМ (Межрегиональный Деловой Мир)».
С февраля 2002 по декабрь 2011 года являлся членом Совета Федерации от Думы Ставропольского края (назначение утверждено на заседании Совета Федерации 27 февраля 2002 года). С апреля 2002 по сентябрь 2003 года являлся членом Комитета по правовым и судебным вопросам, с сентября 2003 по ноябрь 2011 года — Комитета по экономической политике, предпринимательству и собственности, с июля 2007 по декабрь 2010 года — Комиссии по жилищной политике и жилищно-коммунальному хозяйству, с ноября 2011 года — Комитета по социальной политике.
4 декабря 2011 года избран по федеральному списку «Справедливой России» в Государственную думу Федерального собрания Российской Федерации VI созыва. Входил в Комитет по вопросам семьи, женщин и детей; стал инициатором восьми законопроектов.
А. А. Лысяков вошёл на 150-м месте в список «Справедливой России» на выборах в Госдуму VII созыва 18 сентября 2016 года, но по итогам голосования не был избран.